# Lotte Claes
Lotte Claes, née le 5 mai 1993 à Sint-Niklaas, est une duathlète et coureuse cycliste belge.

## Biographie

### Duathlon
Lotte Claes s'oriente d'abord sur le duathlon longue distance. Membre de l'équipe de Belgique, elle est médaillée d'argent lors du Championnat du monde 2022, puis médaillée de bronze l'année suivante.

### Cyclisme sur route
En parallèle, elle commence la pratique du cyclisme sur route en 2021 avec l’équipe cycliste Doltcini-Van Eyck Sport devenant championne de Belgique de contre-la-montre dans la catégorie des clubs. Elle dispute cette même année le Tour de Toscane et le Tour de l'Ardèche, ses premières courses à étapes,.

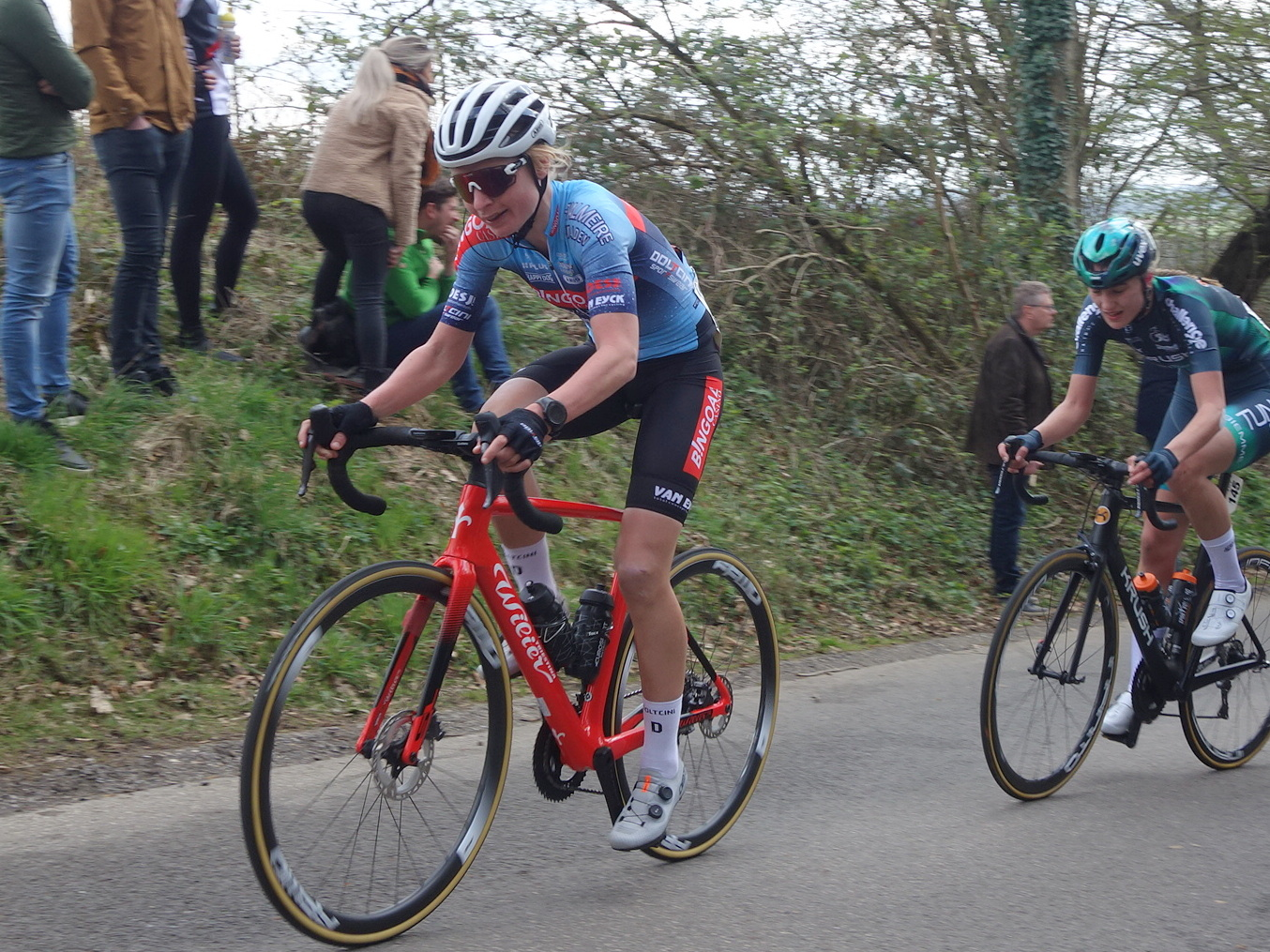
Lotte Claes lors de l'Amstel Gold Race féminine 2022.

Elle rejoint l'équipe continentale française Stade Rochelais Charente-Maritime pour la saison 2023, puis l'équipe Arkéa en 2024,.
Lors du Circuit Het Nieuwsblad féminin 2025, elle s'échappe dès le premier kilomètre en compagnie d'Elena Pirrone, Aurela Nerlo et Mieke Docx. Le groupe compte jusqu'à 13 minutes d'avance, et aucune équipe ne semble prendre en main la poursuite au sein du peloton. Elle s'isole avec Aurela Nerlo dans le mur de Grammont. Au sommet, alors qu'il reste une quinzaine de kilomètre, le duo possède près de 5 minutes d'avance sur Demi Vollering et Puck Pieterse qui viennent de s'extirper du peloton. Dans le dernier kilomètre Aurela Nerlo tente une attaque, mais Lotte Claes revient et passe devant. Elle remporte ainsi la première victoire de sa carrière, ainsi que la première victoire de niveau World Tour pour son équipe Arkéa-B&B Hôtels,.

## Palmarès en duathlon
- 2022
  -  Médaillée d'argent au championnat du monde longue distance
- 2023
  -  Médaillée de bronze au championnat du monde longue distance

## Palmarès en cyclisme sur route

### Par années
- 2025
  - Circuit Het Nieuwsblad
  - 2e de l'Alpes Grésivaudan Classic
  - 3e du championnat de Belgique du contre-la-montre

### Résultats sur les grands tours

#### Tour de France
2 participations
- 2024 : 16e
- 2025 : 31e

### Classements mondiaux
| Année                                 | 2021 | 2022 | 2023 | 2024 |
| ------------------------------------- | ---- | ---- | ---- | ---- |
| Classement UCI                        | 946e | 470e | 172e | 240e |
| UCI World Tour                        | nc   | nc   | 257e | 167e |
|                                       |      |      |      |      |
| Légende : nc = non classéSource : UCI |      |      |      |      |

## Palmarès en VTT
- 2023
  -  Médaillée d'argent au championnat de Belgique de beachrace[10]